# Сражение при Лигнице (1634)
Сражение при Лигнице (нем. Schlacht bei Liegnitz) — сражение, произошедшее 13 мая 1634 года во время Тридцатилетней войны. Саксонские войска генерала Иоганна Георга фон Арнима разбили корпус имперцев графа Иеронима фон Коллоредо.

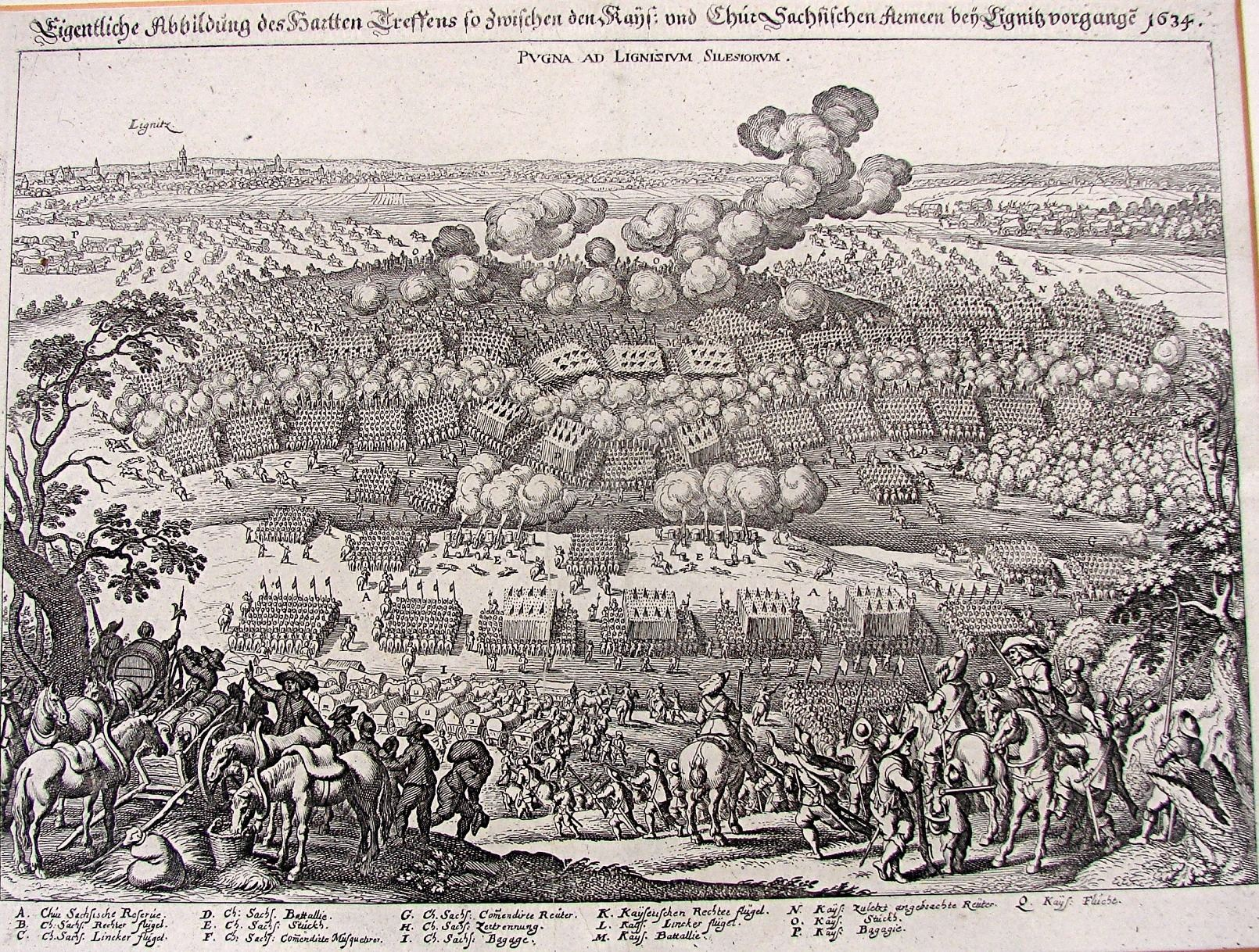
Сражение при Лигнице. Гравюра

В ночь на 13 мая саксонские войска (8 кавалерийских и 5 пехотных полков, 15 тысяч) под командованием генерала фон Арнима выступили против имперского корпуса фон Коллоредо (13 кавалерийских полков и 3 пехотных полка, 12 тысяч), который расположил свои войска возле Лигница (совр. польский Легница)
Фон Арним первым атаковал имперские войска. Как только имперцы заметили авангард саксонцев, их кавалерия двинулась в атаку, но была отброшена. Арним выстроил свои войска в боевой порядок, и началась артиллерийская дуэль.
Так как артогонь противника наносил большие потери, фон Арним решил атаковать. Отряды кавалерии с обоих флангов бросились на фланги имперцев, сцепив поводья, в то время как пехота атаковала в центре. Имперцы отразили атаку. Теперь Арним ввел новые полки, которым удалось отбросить имперские войска, но Коллоредо выдвинул вперед свой резерв, остановил отступающих, после чего обе стороны завязали ружейную перестрелку.
Наконец саксонцы снова атаковали, и пехота на левом имперском крыле стала отступать. Кавалерийские полки полковника Пфортена с фланга и генерала фон Вицтума в центре поддержали атаку, и бегство имперской пехоты стало общим. Коллоредо попытался переломить ситуацию в свою пользу, бросив всю свою конницу против правого крыла саксонцев. Но Арним отразил её удар своей контратакой во фланг, и после трёх часов противостояния имперцы бежали с поля боя в сторону Лигница.
1400 имперских солдат были взяты в плен, 3000 погибли. У саксонцев погибло 400 человек. Имперцы также потеряли 28 знамён, 12 штандартов, 8 пушек и все боеприпасы.
Коллоредо двинулся с остатками своих войск к Глазу, но не преследовался Арнимом, который повернул к Бреслау.